# Gymnothorax punctatofasciatus
Gymnothorax punctatofasciatus és una espècie de peix de la família dels murènids i de l'ordre dels anguil·liformes.

## Morfologia
Els mascles poden assolir els 50,5 cm de longitud total.

## Distribució geogràfica
Es troba a les Filipines, Malàisia, Indonèsia i l'Índia.